# Erigone coloradensis
Erigone coloradensis är en spindelart som beskrevs av Eugen von Keyserling 1886. Erigone coloradensis ingår i släktet Erigone och familjen täckvävarspindlar. Inga underarter finns listade i Catalogue of Life.